# 마리 카트란주
마리 카트란주(그리스어: Μαίρη Κατράντζου, 1983년~)는 그리스의 패션 디자이너이다.